# Ladice
Ladice és un poble i municipi d'Eslovàquia que es troba a la regió de Nitra, al sud-oest del país.El 2011 tenia 741 habitants.

## Història
La primera menció escrita de la vila es remunta al 1075.

## Demografia
| Godina             | 1994 | 2004   | 2014   | 2024   |
| ------------------ | ---- | ------ | ------ | ------ |
| Nombre de persones | 844  | 800    | 741    | 719    |
| Diferència         |      | −5,21% | −7,37% | −2,96% |

| Godina             | 2023 | 2024   |
| ------------------ | ---- | ------ |
| Nombre de persones | 732  | 719    |
| Diferència         |      | −1,77% |